# Sloanea brachystyla
Sloanea brachystyla är en tvåhjärtbladig växtart som först beskrevs av Schlechter, och fick sitt nu gällande namn av Albert Charles Smith. Sloanea brachystyla ingår i släktet Sloanea och familjen Elaeocarpaceae. Inga underarter finns listade i Catalogue of Life.